# Balanomorpha
Balanomorpha é uma subordem de crustáceos que inclui diversas espécies de cracas comuns nas regiões rochosas do litoral de todo o mundo.

## Taxonomia
A subordem Balanomorpha agrupa as seguintes famílias:
- Archaeobalanidae Newman & Ross, 1976
- Balanidae Leach, 1817
- Bathylasmatidae Newman & Ross, 1971
- Catophragmidae Utinomi, 1968
- Chelonibiidae Pilsbry, 1916
- Chionelasmatidae Buckeridge, 1983
- Chthamalidae Darwin, 1854
- Coronulidae Leach, 1817
- Pachylasmatidae Utinomi, 1968
- Platylepadidae Newman & Ross, 1976
- Pyrgomatidae Gray, 1825
- Tetraclitidae Gruvel, 1903

## References
1. ↑  «Balanomorpha Pilsbry, 1916» (em inglês). ITIS (www.itis.gov). Consultado em 6 de março de 2011
2. ↑  Joel W. Martin & George E. Davis (2001). An Updated Classification of the Recent Crustacea (PDF). [S.l.]: Natural History Museum of Los Angeles County. 132 páginas